# Prepucioplastia

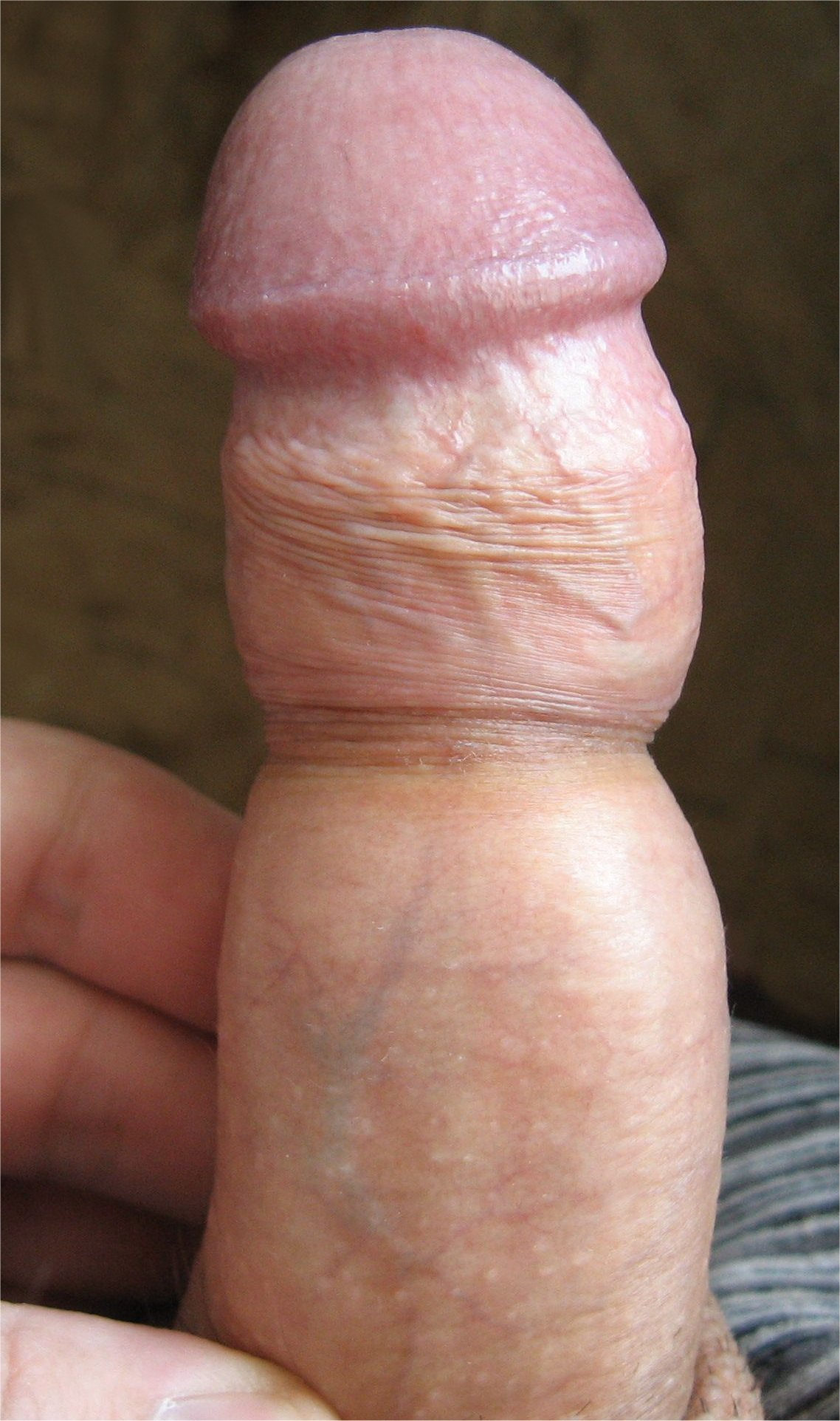
Prepucio fimótico retraído que estenosa el pene.

La prepucioplastia es una intervención quirúrgica que consiste en cortar lateralmente el prepucio con bisturí eléctrico, que cauteriza al momento, disminuyendo el riesgo de sangrado y la necesidad de sutura. Tras la operación, permanece el prepucio y el pene conserva su aspecto.
La prepucioplastia es un tratamiento alternativo para la fimosis. Por lo general, la intervención que se realiza a los pacientes con fimosis es la circuncisión.

## Técnica quirúrgica

Prepucioplastia
Fig. 1. Pene con estrechez del orificio del prepucio que impide desplazarlo hacia atrás y descubrir el glande (fimosis).
Fig. 2. Prepucio retraído bajo anestesia, que produce una constricción o estenosis por debajo del glande. Se realiza una incisión (A-B) en el eje longitudinal del pene.
Fig. 3. Se cierra la incisión lateralmente.
Fig. 4. Pene con el prepucio sobre el glande. La apertura del prepucio es ahora normal, y lo suficientemente amplia como para que el prepucio se pueda retraer fácilmente.